# 挽叻縣
挽叻縣（音素換寫：Bāngrạk，皇家轉寫：Bang Rak）位於泰國的首都曼谷的東部，它是組成曼谷的50個區之一。此縣成立於1912年，與它鄰近的縣依順時針方向從北開始為：巴吞旺縣，沙吞縣及空訕縣(隔湄南河對望）和三攀他旺縣。

## 歷史

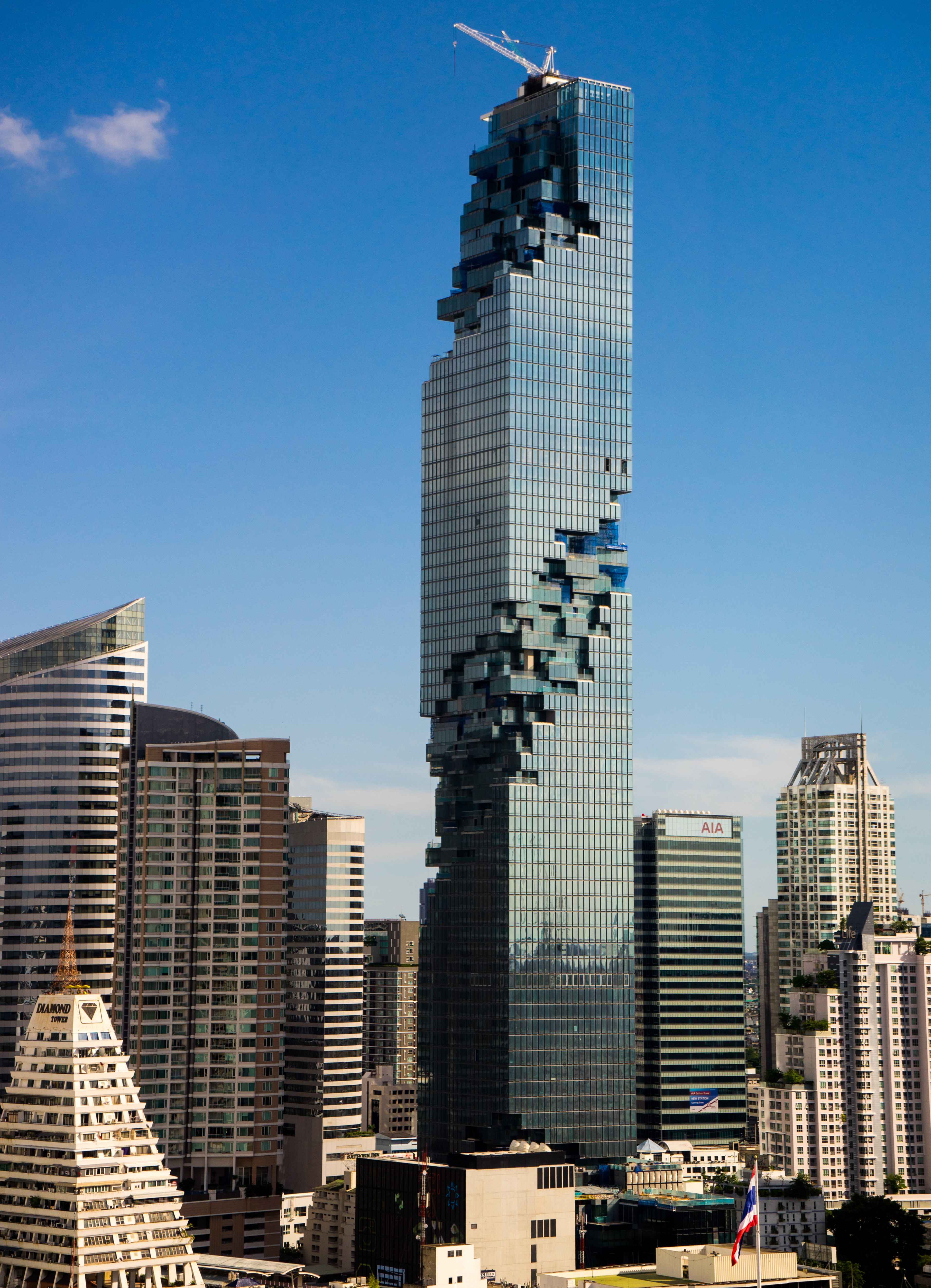
大京都大廈

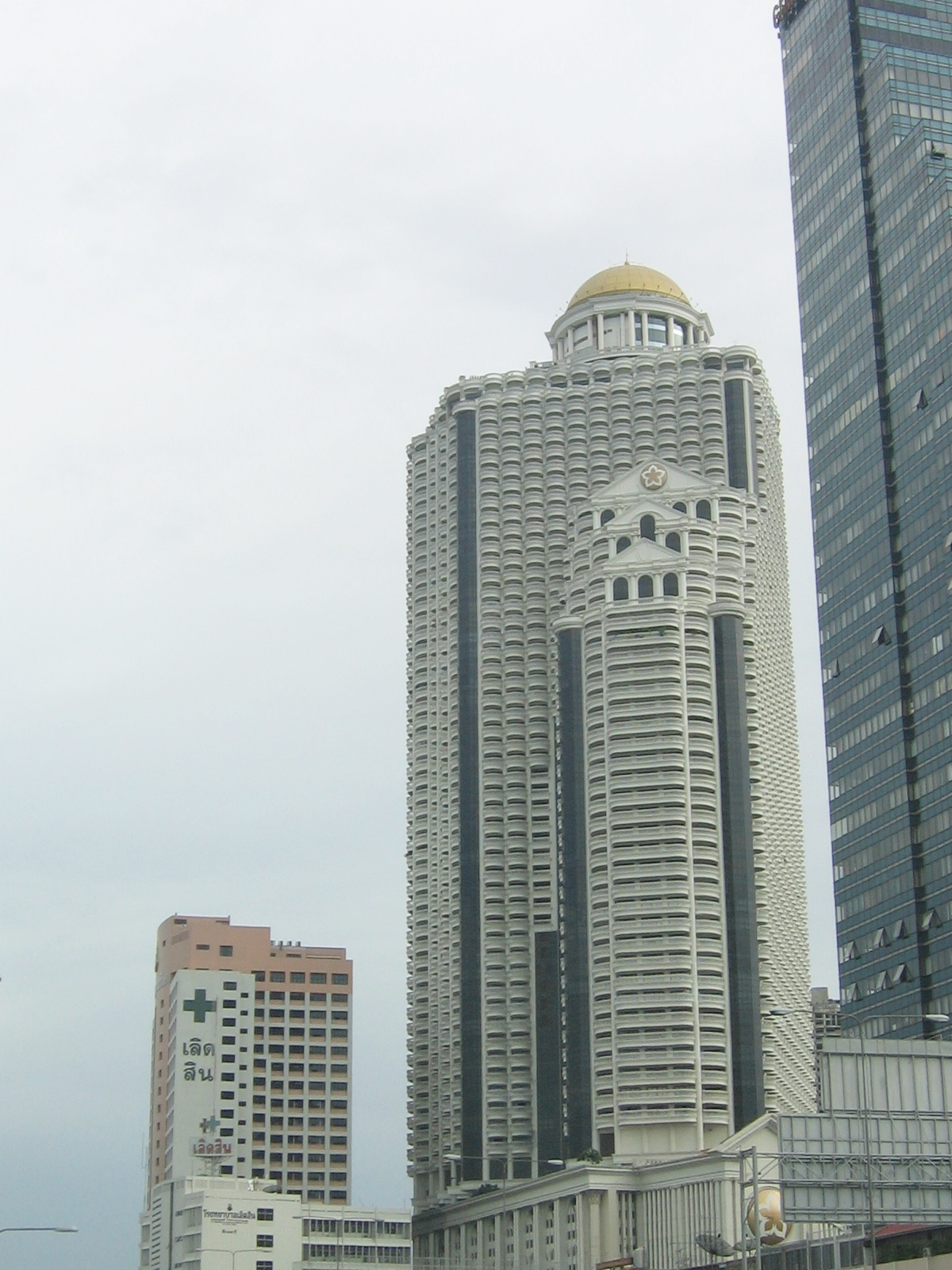
位於是隆路的State Tower

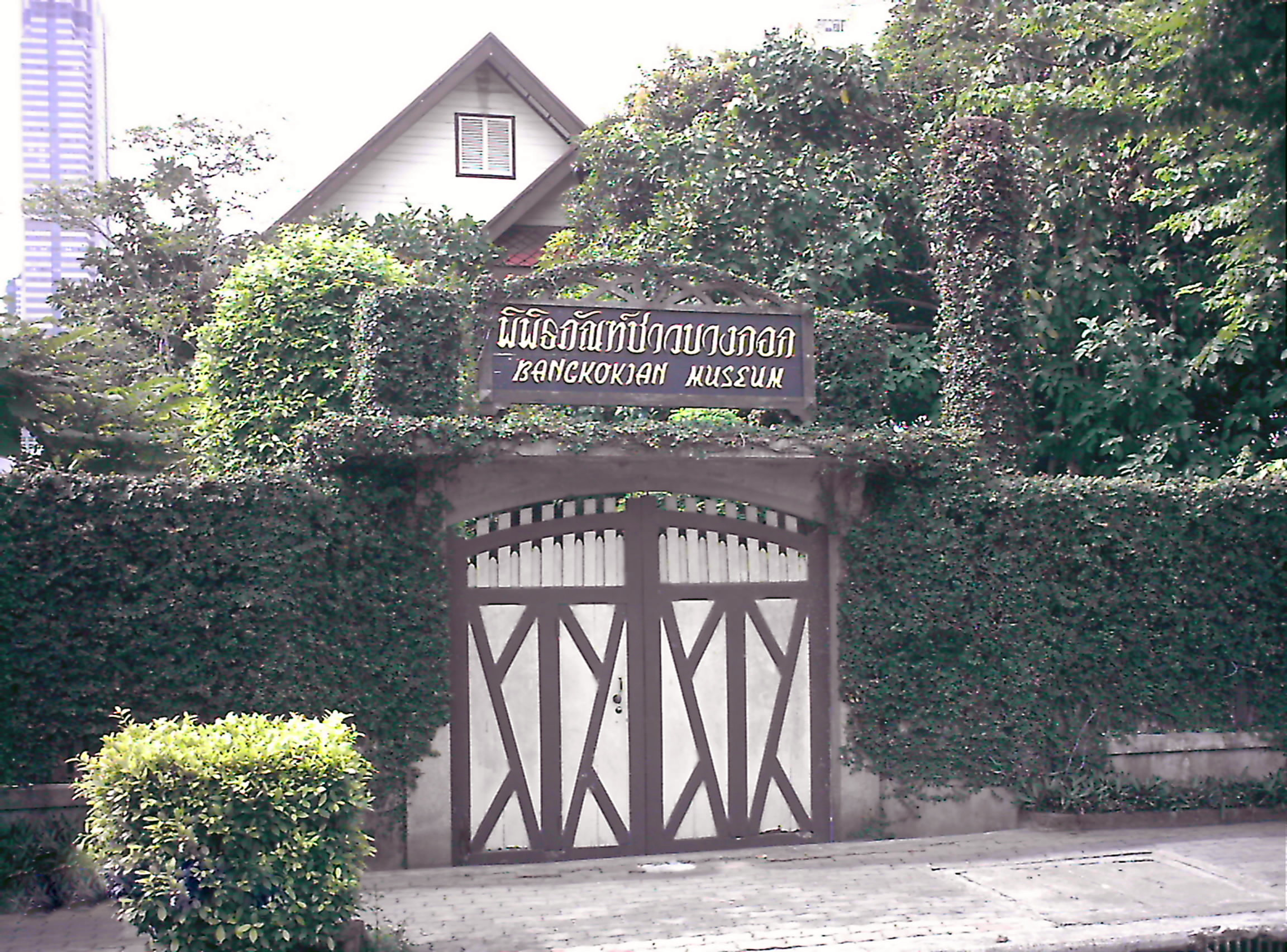
挽叻縣的四丕耶區之曼谷人博物館

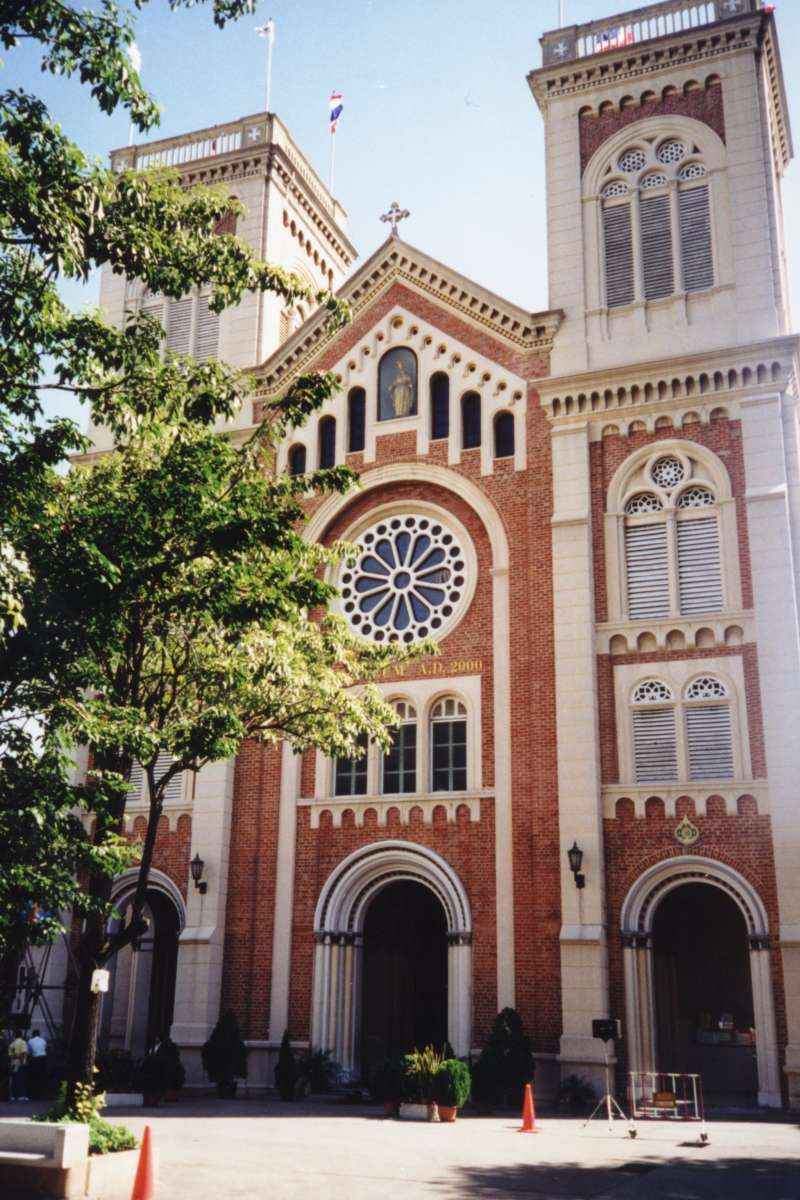
挽叻縣的易三倉禮拜堂

挽叻縣的名稱來源有兩派說法。有一派認為，最初的泰文挽叻之寫法：บางรักษ์(Bang Rak)，意義為「防守村」，因為著名的瑪夏塞醫院在此縣，隨著時間流逝，泰文拼寫才縮短到目前的模式：บางรัก意義為「愛村」；另一派則認為Rak指湄南河的土生植物。
由於挽叻縣的意義為「愛村」，每年的情人節，大批情侶都喜歡到挽叻縣署作婚姻登記。

## 地點
- 挽叻縣裡最著名的商業街道為是隆路(Silom Road)，這裡的土地盡是全泰國最昂貴的摩天大廈，目前是隆路的面端之金頂白牆的68層、247公尺高的State Tower是挽叻縣最高的建築物；是隆路的東端的律實他尼飯店(Dusit Thani Hotel) 則是另一個著名的地標。
- 許多針對遊客的商店，尤其是服裝、藝術品及珠寶行。亦有四家百貨公司，例如：中央洋行( 是隆分店)、Silom Complex，羅賓遜(是隆分店及挽叻分店)。這裡亦是著名的夜市，是隆路與拍蓬街一帶的夜市滿布售賣服裝及紀念品的小販檔。此外，許多酒館和妓院亦在拍蓬街為著名的紅燈區。
- 挽叻縣的西側為湄南河，東方酒店、香格里拉大酒店及皇家風蘭喜來登酒店等豪華酒店遍布河岸，亦可搭乘昭拍耶快船暢遊湄南河。
- 曼谷人博物館亦位於挽叻縣。

## 公共交通
- 曼谷集體運輸系統，架空電車，是隆線：沙拉鈴車站、沖暖詩車站、素拉剎車站 及鄭皇橋車站
- 曼谷地鐵：華喃峰火車站、三養車站及是隆車站
- 昭拍耶快船提供沿湄南河的渡輪服務，挽叻縣有鄭皇橋梯頭、東方飯店梯頭、越孟格寺梯頭及四丕耶梯頭等4個碼頭

## 行政

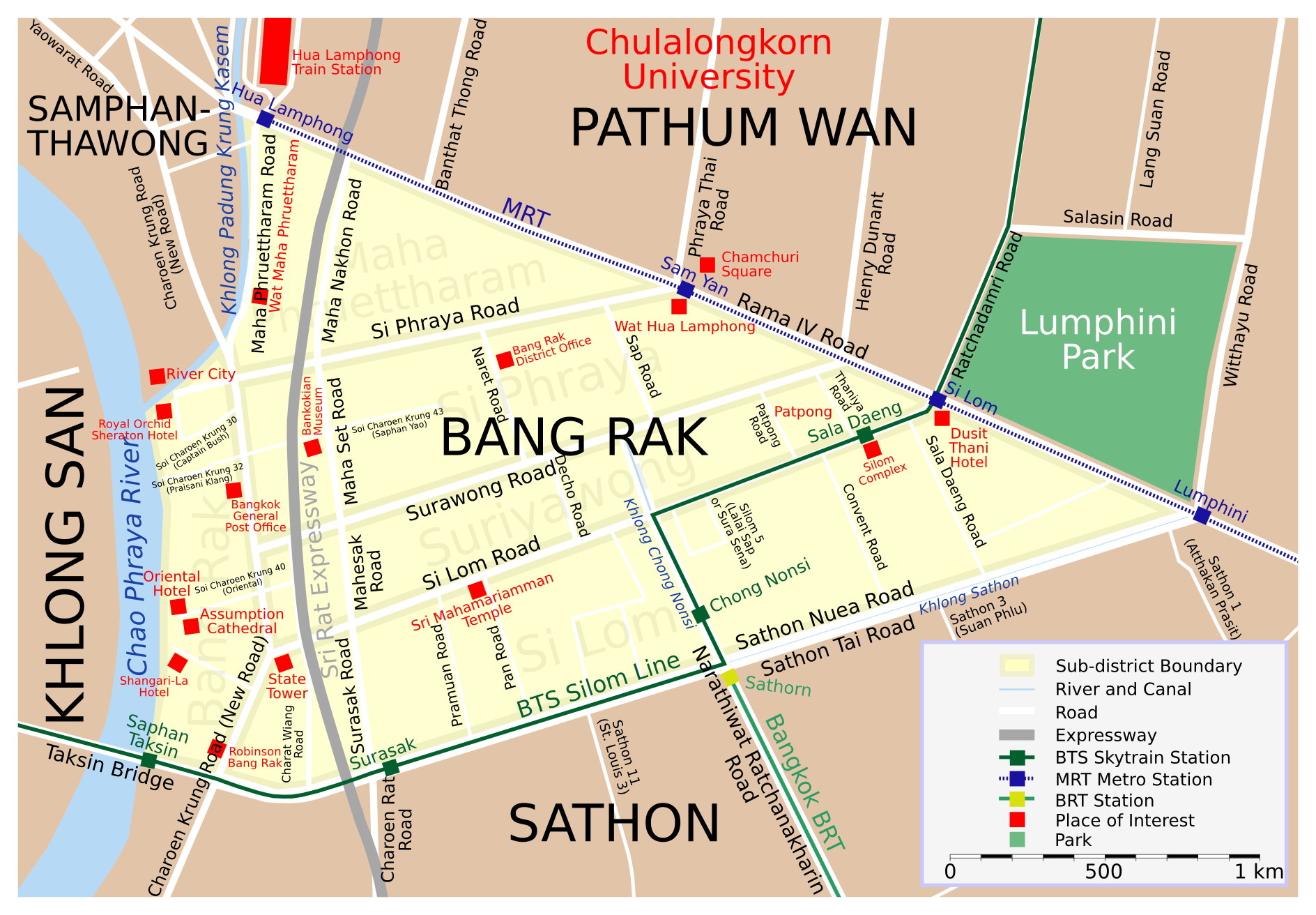
District map

挽叻縣尚被細分成5區(Kwaeng).
| 1. 瑪哈拍他喃區 (Maha Phruettharam มหาพฤฒาราม) |
| 2. 是隆區 (Si Lom สีลม)                         |
| 3. 素理耶翁區 (Suriyawong สุริยวงศ์)              |
| 4. 挽叻區(Bang Rat บางรัก)                      |
| 5. 四丕耶區 (Si Phraya สี่พระยา)                 |